# دوك أسود الساقين
دوك أسود الساقين (الاسم العلمي: Pygathrix nigripes) هو نوع مهدد بالانقراض من سعادين الدوك يوجد معظمه في غابات شرق كمبوديا، مع بعض الجمهرات الصغرى في جنوب فيتنام. المنطقة التي يتواجدون فيها غالبًا تسمى سلسلة جبال أناميتي، وهي منطقة جبلية تمر عبر كمبوديا وفيتنام. يتميز موطنه في الغالب بالغابات دائمة الخضرة في الجبال، في الظُّلل الوسطى والعليا. إنهم يتحركون على أربع قوائم وعبر الأشجار. هذا النوع فريد من نوعه من خلال لونه بين سعادين الدوك حيث أن له وجه مزرق مع حلقات صفراء حول عينيه وصفن أزرق وقضيب وردي. مثل غيره من سعادين الدوك، هذا النوع له ذيل بطول جسمه ورأسه. لوحظ الدوك الأسود الساقين في مجموعات تراوح من 3 إلى 30 فردًا، اعتمادًا على موطنهم. تميل المجموعة إلى اتباع ديناميكية الانشطار والاندماج التي تتغير مع توفر الغذاء. نظامهم الغذائي يختلف من الموسم الجاف إلى الرطب. بغض النظر عن الموسم، يتكون نظامهم الغذائي في الغالب من أوراق الشجر، ولكن وجد أيضًا أنهم يستهلكون كميات كبيرة من الفواكه والزهور خلال موسم الأمطار. تغيرت حالة الحفظ لهذا النوع في عام 2015 من المهددة بالانقراض إلى المهددة بالانقراض بشدة في القائمة الحمراء للأنواع المهددة بالانقراض الصادرة عن الاتحاد الدولي لحفظ الطبيعة. وترجع إعادة التقييم هذه إلى زيادة معدل انخفاض الجمهرات. لا يوجد التقدير العالمي للجمهرات. يمكن العثور على غالبية الجمهرة في كمبوديا، مع وجود عدد أقل من الجمهرات في فيتنام. في الواقع، تشير تقارير جمعية الحفاظ على الحياة البرية إلى وجود ما يقرب من 25000 فردًا في محمية كيو سيما للحياة البرية [الإنجليزية] في كمبوديا، وهو عدد ظل مستقرًا على مدار العقد الماضي. يقدر أكبر عدد من الجمهرات في فيتنام بنحو 500-600 فرد. أكبر التحديات التي يواجهها الدوك الأسود الساقين فيما يتعلق بالحفظ هي فقدان الموائل والصيد غير المشروع. تُبذل جهود الحفظ للسيطرة على الصيد غير المشروع والتجارة غير القانونية في فيتنام من خلال وضع قوانين ضد صيد وتجارة الأنواع المهددة بالانقراض.